# .download
.download是互聯網域名系統中的一個通用頂級域，是為互聯網名稱與數字地址分配機構（ICANN）所承認的擴展域名。此域名供提供全球性下載服務的企業或個人使用。
域名建立於2013年到2014年。域名可通過經ICANN認證的註冊商註冊。